# Julie Mehretu
Julie Mehretu (ur. 1970 w Addis Abeba) – amerykańska artystka współczesna.

## Życiorys
Urodziła się w 1970 roku w Etiopii. Jej matka była amerykańską nauczycielką, ojciec etiopskim wykładowcą akademickim. W 1977 roku rodzina Mehretu emigrowała z Etiopii i zamieszkała w East Lansing, gdzie jej ojciec podjął pracę jako nauczyciel w Michigan State University. Ukończyła szkołę artystyczną Kalamazoo College, studiowała też przez rok w Université Cheikh Anta Diop w Dakarze. Po ukończeniu studiów w 1992 roku przeniosła się do San Francisco, a następnie do Nowego Jorku, gdzie mieszkała przez 3 lata. Po tym okresie podjęła naukę w Rhode Island School of Design.
W 1999 przeprowadziła się do Nowego Jorku. Jej prace pojawiały się na wystawach zbiorowych, m.in. w Museum of Modern Art (wystawa "Greater New York", 2000 r.). W 2001 roku w galerii Project odbyła się jej pierwsza solowa wystawa w Nowym Jorku; obrazy sprzedano jeszcze przed wernisażem za ok. 50-60 tysięcy dolarów każdy.
W kolejnych latach jej prace wystawiano m.in. w Muzeum Brytyjskim (wystawa grupowa "From Picasso to Julie Mehretu", 2010), St Louis Art Museum (wystawa indywidualna, 2005), Deutsche Guggenheim (wystawa indywidualna 2009) i Muzeum Guggenheima w Nowym Jorku (wystawa indywidualna, 2010).
Od 2000 roku jej partnerką życiową jest artystka Jessica Rankin, z którą wychowuje syna, Cade Eliasa Mehretu-Rankina (ur. 2005).

## Nagrody
W 2005 roku otrzymała nagrodę MacArthur Fellowship (nazywaną niekiedy grantem geniuszy).

## Twórczość
Mehretu znana jest z malarstwa wielkoformatowego. W swojej twórczości łączy malarstwo z rysunkiem – nakłada na siebie kolejne warstwy przezroczystej farby, a następnie wykonuje w nich rysunki. W pracach umieszcza drobne symbole, np. symbole geometryczne, flagi, znaki architektoniczne itp. W swojej twórczości inspiruje się kaligrafią, komiksem, malarstwem pejzażowym, kartografią, graffiti i barokiem. Do jej prac należą m.in. Konstrukcja empiryczna. Stambuł (305 x 457 cm, 2003 rok), Różowe wniebowstąpienie (2002), Stadiony I (2004), Entropia (przegląd) (2004), The Eye of Ra (431 x 575 cm, 2004 rok).